# Gyrocarpus
Gyrocarpus es un género de plantas con flor en la familia de las hernandiáceas. Comprende 12 especies descritas y  5 aceptadas.

## Descripción
Son árboles o arbustos caducos con madera suave; plantas poligamodioicas. Hojas enteras o con 3 lobos poco profundos hasta profundamente 5-lobadas, palmatinervias, membranáceas a cartáceas, cistolitos presentes; pecíolos largos. Inflorescencia un dicasio con numerosas flores estaminadas o hermafroditas, pequeñas, ebracteadas; flores estaminadas agregadas distalmente en el dicasio, tépalos 4–8, algunos frecuentemente reducidos a estaminodios, estambres 4–5, pistilodio pequeño; flores perfectas con 6–8 tépalos, 2 grandes, 4 pequeños y unidos con los más grandes, y 2 pequeños y libres, ovario ínfero, tomentoso, óvulo solitario, estigma capitado. Fruto ovoide o elipsoide, con 2 tépalos subyacentes acrescentes, en forma de alas; semilla solitaria, cotiledones arrugados o espiralados.

## Taxonomía
El género fue descrito por Nikolaus Joseph von Jacquin y publicado en Selectarum Stirpium Americanarum Historia ... 282, t. 178, f. 80. 1763. La especie tipo es: Gyrocarpus americanus Jacq.	

## Especies aceptadas
A continuación se brinda un listado de las especies del género Gyrocarpus aceptadas hasta mayo de 2014, ordenadas alfabéticamente. Para cada una se indica el nombre binomial seguido del autor, abreviado según las convenciones y usos. 
- Gyrocarpus americanus Jacq.
- Gyrocarpus angustifolius (Verdc.) Thulin
- Gyrocarpus hababensis Chiov.
- Gyrocarpus jatrophifolius Domin
- Gyrocarpus mocinoi Espejo